# Giorgio Antonucci
Pour les articles homonymes, voir Antonucci.
Giorgio Antonucci (Lucques, 24 février 1933 - Florence, 18 novembre 2017) est un médecin italien.

## Biographie
En 1963, Giorgio Antonucci se forme à la psychosynthèse avec Roberto Assagioli et commence à se consacrer à la psychiatrie en essayant résoudre les problèmes des patients, en évitant les internements ou les méthodes coercitives.
En 1968, il travaille à Cividale del Friuli au sein d'un pavillon ouvert de l'hôpital civil qui représentait une alternative aux hôpitaux psychiatriques conventionnels. 
En 1969, il travaille dans l'hôpital psychiatrique de Gorizia dirigé par Franco Basaglia,,. 
De 1970 à 1972, il dirige le centre d'hygiène mentale de Castelnovo ne' Monti, province de Reggio d'Émilie,. 
De 1973 à 1996, il travaille au démantèlement des hôpitaux psychiatriques Osservanza et Luigi Lolli à Imola. Pendant le tremblement de terre de 1968 en Sicile occidentale, Giorgio Antonucci a travaillé comme médecin avec le service civil de la province de Florence. Il a vécu les dernières années de sa vie à Florence et a collaboré avec le Comitato dei Cittadini per i Diritti Umani, le Centro di Relazioni Umane et les Radicali Italiani.

## Position en référence à la psychiatrie
Dans ses publications, Giorgio Antonucci affirme qu'il se rapproche, théoriquement, du courant existentiel-humaniste de Carl Rogers, des courants de critique à la psychiatrie (Erving Goffman, Ronald Laing, David Cooper, et Thomas Szasz) et de la critique à l'institution asilaire de Franco Basaglia.
Szasz affirme qu'il est d'accord avec Giorgio Antonucci sur le concept de « personne » des, communément appelés, malades psychiatriques : ils sont, comme nous, des personnes à tous points de vue, qui peuvent être jugées du point de vue émotif et dans sa « condition humaine » ; la « maladie mentale » ne transforme pas le patient en « moins qu'un homme », et le psychiatre n'est pas nécessaire pour « lui rendre son humanité ».
Giorgio Antonucci est le fondateur de l'approche non psychiatrique de la souffrance psychique, qui se fonde dans les sujets suivants,, :
- Le traitement sanitaire obligatoire ne peut être une approche scientifique et médicale de la souffrance, étant basé sur la force contre la volonté du patient.
- L'éthique du dialogue est substituée à l'éthique de la coercition. Le dialogue peut seulement se développer entre des individus qui se reconnaissent comme des personnes dans une confrontation inter pares.
- Le diagnostic est nié, étant considéré comme un préjugé psychiatrique qui empêche de commencer le véritable travail psychologique avec les êtres humains en souffrance.
- Les psychotropes ou drogues psychiatriques servent à calmer, et à améliorer les conditions de vie de ceux qui doivent s'occuper du patient. On refuse tout autre usages qui nuisent à la personne, de la lobotomie jusqu'à la castration (proposée aussi en Italie, en référence aux délits sexuels), et toutes les formes de choc.
- Pour critiquer les institutions, on doit aussi remettre en question la pensée qui les a créées.

Giorgio Antonucci affirme que « l'essence de la psychiatrie réside dans une idéologie de discrimination ».

## Prix
- 26 février 2005 : prix Thomas Szasz pour la « lutte contre l'état thérapeutique », Los Angeles.

## Œuvres
- (it) I pregiudizi e la conoscenza critica alla psichiatria (préface de Thomas S. Szasz), éd. Coop. Apache - 1986
- (it) Psichiatria ieri ed oggi, Enciclopedia Atlantica (European Book, Milan) - 1989
- (it) Il pregiudizio psichiatrico, Eleuthera - 1989
- (it) La nave del paradiso, Spirali -
- (it) Freud e la psichiatria, 1990 Enciclopedia Atlantica, European Book, Milan
- (it) Aggressività Composizione in tre tempi, Uomini e lupi, Edizioni Eleuthera - 1990
- (it) Psichiatria e culture, Enciclopedia Atlantica, European Book, Milan - 1991
- (it) Contrappunti, Sensibili alle Foglie - 1994
- (it) Critica al giudizio psichiatrico, Sensibili alle Foglie - 1994
- (it) Il giudice e lo psichiatra, Volontà, Eleuthera - volume - Delitto e castigo - 1994
- (it) (avec Alessio Coppola) Il telefono viola. Contro i metodi della psichiatria, Eleuthera - 1995
- (it) Pensieri sul suicidio, Eleuthera - 1996 1998  (ISBN 9788885861992)
- (it) Le lezioni della mia vita. La medicina, la psichiatria, le istituzioni, Spirali - 1999
- (it) Pensieri sul suicidio, Eleuthera - 2002
- (it) Il cervello. Atti del congresso internazionale Milano, dal 29 novembre al 1º dicembre 2002 [contient le discours d'Antonucci] Spirali - 2004
- (it) Critica al giudizio psichiatrico, Sensibili alle Foglie - 2005
- (it) Diario dal manicomio. Ricordi e pensieri, Spirali - 2006
- (it) Igiene mentale e libero pensiero. Giudizio e pregiudizio psichiatrici, "Umanità nova", Reggio Emilia - Octobre 2007.
- (it) Foucault e l'antipsichiatria. Intervista a Giorgio Antonucci, Diogene. Filosofare Oggi n° 10 - 2008 - Avec « IL DOSSIER: 30 anni dalla legge Basaglia »
- (it) Corpo - Intervista di Augusta Eniti a Giorgio Antonucci, Multiverso" Università degli studi di Udine, n° 7 et 8  (ISSN 1826-6010). Année 2008.
- (it) Conversazione con Giorgio Antonucci, Erveda Sansi. Critical Book - I quaderni dei saperi critici - Milan, 16 avril 2010. S.p.A Leoncavallo.
- (it) (avec d'autres auteurs) La libertà sospesa, Fefè editore, Rome 2012.
- (it) (discours de Giorgio Antonucci et Ruggero Chinaglia) Della Mediazione, Elisa Ruggiero, Aracne 2013.
- (es) El prejuicio psiquiátrico [Il pregiudizio psichiatrico], préfaces de Thomas Szasz et Massimo Paolini, traduction de Massimo Paolini, Katakrak, Pamplona, 2018 -  (ISBN 978-84-16946-23-5)

## Interview en espagnol
- Antonucci: La locura no tiene ningún significado filosófico, Periódico Diagonal nº 250 (voir 'Liens externes'). L'interview a été aussi publié dans CTXT nº 28, Infolibre, Viento Sur et Perspectivas anómalas | ciudad · arquitectura · ideas.